# António Carvalho de Silva Porto
António Carvalho de Silva Porto (n. 11 noiembrie 1850, Porto, Portugalia – d. 1 iunie 1893, Lisabona, Portugalia) a fost un pictor naturalist portughez.

## Biografie
Născut la Porto, a studiat în acest oraș sub îndrumarea lui João António Correia și a lui Tadeu de Almeida Furtado, apoi și-a continuat studiile la Paris și Roma.
În Paris, el și-a expus lucrările la Salon și în Expoziția Universală din 1878. La Paris, a studiat alături de prietenul său João Marques de Oliveira, unde au fost elevi al lui Adolphe Yvon și al lui Alexandre Cabanel. Au devenit adepți ai școlii naturaliste Barbizon și au adus noua școală de pictură în Portugalia, când s-au întors în 1879.
Silva Porto a devenit unul dintre cei mai apreciați pictori naturaliști ai generației sale, expunând moștenirea lui Jean-Baptiste-Camille Corot și a lui Charles-François Daubigny. Efecte secundare ale impresionismului pot fi descoperite uneori în tablourile sale.
A murit în 1893 la Lisabona. Opera sa este reprezentată la Muzeul Chiado din Lisabona și la Muzeul Național Soares dos Reis din Porto.